# 吉塞拉·阿格尼絲 (安哈特-克滕)
吉塞拉·阿格尼絲（德語：Gisela Agnes，1722年9月21日—1751年4月20日），安哈特-克滕親王利奧波德的女兒，母親是安哈特-貝恩堡的弗蕾德里克·亨麗埃特。

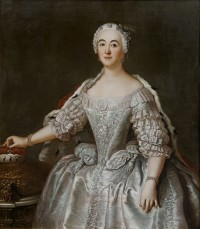

## 家庭
1737年，吉塞拉·阿格尼絲與安哈特-德紹的利奧波德二世結婚，兩人共有3子3女：
1. 利奧波德（1740年—1817年）
2. 亨麗埃特（英语：Henrietta Catherine Agnes of Anhalt-Dessau）（1744年—1799年）
3. 瑪麗亞·利奧波汀（英语：Princess Maria Leopoldine of Anhalt-Dessau）（1746年—1769年）
4. 約翰·格奧爾格（1748年—1811年）
5. 卡希蜜兒（英语：Princess Casimire of Anhalt-Dessau）（1749年—1778年）
6. 阿爾貝特·腓特烈（1750年—1811年）